# Harpswell (Maine)
Harpswell – miasto w Stanach Zjednoczonych, w stanie Maine, w hrabstwie Cumberland.